# استات کرفت
استات کرفت (انگلیسی: Statkraft) شرکت برق نروژی است، که در سال ۱۹۸۶ تأسیس شد.